# مطابقة مكشين
في الهندسة الطوبولوجية تعتبر مطابقة مكشين للـ طارة المثقوبة {\displaystyle \mathbb {T} } ذات هيكل زائد تام محدد تمثله
{\displaystyle \sum _{\gamma }{\frac {1}{1+e^{l(\gamma )}}}={\frac {1}{2}}}
فالناتج عمومًا يكون الـجيوديسي البسيط المغلق γ على الطارة؛ حيث إن l(γ) تحدد طول القطع الزائد γ.